# Notes on the State of Virginia
Notes on the State of Virginia (in italiano Note sullo Stato della Virginia) è un libro scritto da Thomas Jefferson. Completò la prima versione nel 1781 e ampliò il testo nel 1782 e nel 1783. L'opera ebbe origine dalle risposte di Jefferson a domande sulla Virginia, parte di una serie di quesiti posti a ciascuno dei tredici stati nel 1780 da François Barbé-Marbois, segretario della delegazione francese a Filadelfia, all'epoca capitale temporanea del Congresso Continentale.
"Notes on the State of Virginia" è sia una raccolta di dati di Jefferson sulle risorse naturali e sull'economia dello stato, sia una sua vigorosa argomentazione sulla natura della buona società, che egli riteneva incarnata dalla Virginia. Espresse la sua fede nella separazione tra chiesa e stato, nel governo costituzionale, nella divisione dei poteri e nella libertà individuale. Scrisse inoltre ampiamente sulla schiavitù, sulla sua avversione al meticciato, sulle giustificazioni della supremazia bianca e sulla sua convinzione che bianchi e neri americani non potessero coesistere in una società in cui i neri fossero liberi.
Fu l'unico libro pubblicato da Jefferson durante la sua vita. Lo fece pubblicare per la prima volta in forma anonima a Parigi da Philippe Denis Pierres nel 1785, mentre prestava servizio per il governo degli Stati Uniti come rappresentante commerciale. Una traduzione francese dell'Abbé Morellet apparve nel 1787. A Londra, John Stockdale lo pubblicò nel 1787 dopo che Jefferson ebbe raggiunto accordi per una tiratura limitata e altre disposizioni.

## Contenuto
Il testo è suddiviso in 23 capitoli, che Jefferson chiama "Quesiti", ognuno dei quali descrive un differente aspetto della Virginia:

### Confini della Virginia
La Virginia era il quinto stato più grande in termini di superficie all'epoca, con circa 121.500 chilometri quadrati. I suoi confini erano definiti: A nord dal fiume Potomac, che la separava dal Maryland e dalla Pennsylvania. A ovest dal fiume Ohio, che la separava dal Kentucky. A sud dal fiume Tennessee e dalla Carolina del Nord. A est dall'Oceano Atlantico. La controversia sulla linea Mason-Dixon con la Pennsylvania riguardava la proprietà di un tratto di terra a sud del fiume Potomac. La questione fu risolta nel 1785 con la creazione del distretto della Columbia.

### Fiumi
La Virginia ha una rete di fiumi estesa e navigabile, con oltre 8.000 chilometri di corsi d'acqua. I fiumi più importanti includono: Il fiume Potomac, navigabile per circa 250 chilometri e importante via di comunicazione con il Maryland e la Pennsylvania. Il fiume James, navigabile per circa 480 chilometri e importante via di comunicazione con l'entroterra della Virginia. Il fiume York, navigabile per circa 60 chilometri e importante via di comunicazione con la penisola di Delmarva. Il fiume Rappahannock, navigabile per circa 160 chilometri dalla foce nella baia di Chesapeake.

### Porti marittimi
La Virginia possedeva numerosi porti naturali lungo la costa atlantica, che rappresentavano un vantaggio economico e strategico significativo: questi porti fungevano da centri commerciali cruciali per l'importazione e l'esportazione di merci. Il tabacco, principale prodotto della Virginia, veniva principalmente esportato verso l'Europa attraverso i porti marittimi. Altre esportazioni importanti includevano grano e legname. I porti marittimi venivano utilizzati anche per importare manufatti dall'Europa, schiavi dall'Africa e altri beni di consumo. Alcuni dei porti marittimi più importanti della Virginia nel XVIII secolo includevano: Hampton Roads, Un porto di acque profonde che comprendeva diverse città portuali chiave come Norfolk, Portsmouth, e Newport News. Yorktown, Un porto importante per il commercio del tabacco e famoso per essere il luogo in cui si concluse la Guerra d'Indipendenza americana. Alexandria, Un porto situato sul fiume Potomac, importante per il commercio con il Maryland e la Pennsylvania. Fredericksburg, Un porto fluviale sul fiume Rappahannock, attivo nel commercio di grano e altre merci.

### Montagne
La Virginia ha una regione montuosa nella parte occidentale dello stato, nota come Appalachi. Queste montagne creano un confine naturale tra la pianura costiera e la regione pedemontana. All'epoca di Jefferson, le zone montuose erano probabilmente meno esplorate rispetto ad altre regioni. Jefferson allude alla possibilità che nelle montagne siano presenti minerali preziosi.

### Cascate
Le cascate più famose della Virginia sono le Great Falls del fiume Potomac, situate a circa 16 chilometri a nord-ovest di Washington D.C. Le Great Falls sono un'importante attrazione turistica e un luogo popolare per il picnic, la pesca e l'escursionismo. Altre cascate notevoli in Virginia includono: Le cascate di Falling Spring, le cascate più alte dello stato, con un'altezza di 220 metri. Le cascate di Natural Bridge, situate all'interno di un arco di pietra naturale. Le cascate di Whiteoak Canyon, una serie di cascate a cascata che si snodano attraverso una gola boscosa.

### Produzioni minerali, vegetali e animali
Sebbene menzioni la possibilità di minerali preziosi nelle montagne, Jefferson non fornisce un elenco dettagliato delle risorse minerarie della Virginia. Potenzialmente potrebbero essere presenti carbone, ferro, rame e piombo, che vennero effettivamente scoperti e sfruttati in seguito.
La Virginia vanta un clima e un terreno favorevoli alla crescita di numerose specie vegetali. Il tabacco era la coltura principale, destinata all'esportazione verso l'Europa e fonte di grande ricchezza per la Virginia. Altre colture importanti: Grano, mais, legumi, cotone e canapa venivano coltivate per il consumo interno e l'esportazione. Jefferson elenca diverse specie di alberi presenti in Virginia, tra cui querce, noci, aceri, pini e cipressi, utili per la costruzione, la produzione di mobili e combustibile. Frutta: Mele, pere, pesche, albicocche e uve erano coltivate con successo.
Jefferson descrive una vasta gamma di animali selvatici in Virginia, tra cui cervi, orsi neri, lupi, volpi, castori, conigli, scoiattoli e una varietà di uccelli. Animali da allevamento: Cavalli, mucche, pecore e maiali erano gli animali allevati più comuni, sia per la carne che per i prodotti caseari. Pesci: I fiumi e le coste della Virginia offrivano abbondanza di pesci, tra cui trote, salmoni, storioni, aringhe e ostriche.

### Clima
Il clima della Virginia variava a seconda della regione: La regione costiera aveva un clima temperato con estati calde e inverni miti. La regione pedemontana aveva un clima continentale con estati calde e inverni freddi. La regione montuosa aveva un clima più rigido con estati fresche e inverni nevosi. Le precipitazioni erano abbondanti durante tutto l'anno, con una media annuale di circa 1000 mm.

### Popolazione
La popolazione della Virginia era di circa 580.000 abitanti nel 1785. La maggior parte della popolazione era composta da bianchi (circa 470.000), ma c'era anche una significativa popolazione di neri schiavi (circa 110.000). La popolazione era distribuita in modo non uniforme, con la maggior parte dei bianchi concentrati nella regione costiera e pedemontana, mentre gli schiavi erano più numerosi nelle piantagioni del sud.

### Forza militare
Jefferson menziona il potere della legislatura di organizzare la milizia, dichiarare guerra e mantenere un esercito. Questo era un concetto fondamentale durante la Rivoluzione Americana, quando le colonie stavano combattendo per l'indipendenza dalla Gran Bretagna. La milizia era un esercito di cittadini che veniva mobilitato in caso di necessità.
Jefferson allude alla vulnerabilità della Virginia agli attacchi a causa della lunga costa e della mancanza di adeguate difese.

### Forza navale
Jefferson sottolinea l'importanza del commercio per l'economia della Virginia. Menziona i porti marittimi come centri cruciali per gli scambi, implicando l'utilizzo di navi per l'importazione e l'esportazione. La descrizione della lunga costa della Virginia suggerisce il potenziale per attività navali.

### Popolazioni indigene
I nativi americani vivevano in Virginia da migliaia di anni. Le tribù più numerose erano i Powhatan (circa 15.000 persone) e gli Irochesi (circa 2.000 persone). I nativi americani furono decimati dalle malattie e dalle guerre con i coloni europei. I Powhatan furono sconfitti in una serie di guerre tra il 1610 e il 1646.

### Contee e città
La Virginia era divisa in 74 contee e 2 città incorporate: Williamsburg e Norfolk.

### Costituzione
La Virginia era una repubblica con un sistema di governo bicamerale. La camera bassa era l'Assemblea Generale, composta da 126 membri eletti dai cittadini maschi bianchi che possedevano una proprietà terriera. La camera alta era il Senato, composto da 24 membri eletti dai membri dell'Assemblea Generale. Il governatore era eletto dall'Assemblea Generale per un mandato di un anno.

### Leggi
Il sistema legale della Virginia era basato sul common law inglese. La schiavitù era legale in Virginia e gli schiavi non avevano diritti legali. Le leggi penali erano severe e includevano la pena di morte per diversi reati.

### Università, edifici e strade
Jefferson cita il College of William & Mary, fondato nel 1693, come unica istituzione di istruzione superiore in Virginia all'epoca. Riconosce la necessità di ulteriori college per educare i futuri leader e cittadini.
L'attenzione si concentra sugli edifici pubblici, in particolare sul Campidoglio della Virginia a Williamsburg, che Jefferson descrive come una struttura bella e ben progettata.    Non vengono menzionate residenze private o altri stili architettonici.
Jefferson riconosce le cattive condizioni della maggior parte delle strade in Virginia. Sottolinea l'importanza di migliorare le strade per facilitare il commercio e la comunicazione all'interno dello stato.

### Procedimenti nei confronti dei lealisti (Tory)
Jefferson definisce i Tory come coloro che rimasero fedeli alla corona britannica durante la guerra d'indipendenza. Menziona la confisca dei beni dei lealisti da parte del governo della Virginia come mezzo per finanziare lo sforzo bellico. Jefferson riconosce che esistevano opinioni diverse sulla durezza con cui trattare i Tory. Alcuni sostenevano l'esilio, mentre altri credevano nel perdono e nella riconciliazione. La prospettiva di Jefferson sulla questione non è esplicitamente dichiarata nella questione. Tuttavia, il suo tono generale suggerisce un approccio pragmatico, che prioritizza il successo della Rivoluzione rispetto alle vendette personali.

### Religione
La Virginia era uno stato religioso, con la Chiesa Anglicana come religione ufficiale. Le altre religioni presenti includevano il battismo, il presbiterianesimo, il metodismo e il quaccherismo. La libertà di religione era garantita dalla Dichiarazione dei diritti della Virginia del 1776.

### Costumi
Jefferson descrive i Virginiani come persone ospitali e generose, sempre pronte ad accogliere i viaggiatori. Secondo Jefferson, lo stile di vita in Virginia era informale e rilassato, privo delle rigide gerarchie sociali presenti in Europa. Egli sottolinea la mancanza di opportunità educative formali nella Virginia rurale, suggerendo che l'etichetta e le maniere raffinate potessero essere meno diffuse rispetto alle zone urbane.

### Manifatture
Le manifatture in Virginia erano poco sviluppate e si concentravano principalmente sulla produzione di beni di consumo per il mercato locale. Le principali industrie manifatturiere includevano: La produzione di tessuti: il cotone e il lino erano le fibre più utilizzate. La produzione di alimenti: mulini, birrerie e distillerie erano presenti in tutto lo stato. La produzione di utensili e ferramenta: fabbri e falegnami producevano utensili e altri oggetti in ferro e legno. La mancanza di infrastrutture e di capitali ostacolava lo sviluppo industriale della Virginia.

### Commercio
Il commercio era un'importante attività economica in Virginia. Le principali esportazioni includevano: Tabacco, la principale esportazione, destinata principalmente all'Europa. Grano, esportato verso i porti del nord e delle Indie Occidentali. Legname, esportato verso l'Europa e le Indie Occidentali. Le principali importazioni includevano: Manufatti, tessuti, utensili, armi e altri beni di consumo provenienti dall'Europa. Schiavi, importati dall'Africa per lavorare nelle piantagioni. Il commercio era favorito dalla presenza di numerosi porti lungo la costa atlantica.

### Pesi, misure e monete
La Virginia utilizzava la sterlina britannica come moneta ufficiale. Erano utilizzati anche altri tipi di monete, come le monete spagnole e francesi. Il sistema di pesi e misure era basato sul sistema inglese.

### Entrate e spese pubbliche
Jefferson elenca diverse fonti di entrata per il governo della Virginia, tra cui tasse sulla proprietà terriera, tasse di poll tax (tassa pro capite), e dazi doganali sulle merci importate ed esportate. Menziona alcune delle principali spese sostenute dallo Stato, come la costruzione e manutenzione di strade, l'operatività delle istituzioni pubbliche e il pagamento dei funzionari statali. Potenzialmente, Jefferson potrebbe voler sottolineare che la Virginia era economicamente autosufficiente e non gravava eccessivamente sui cittadini con le tasse, a differenza della Gran Bretagna, contro cui gli Stati Uniti avevano combattuto per l'indipendenza.

### Storie, memorie e documenti di stato
Jefferson lamenta la mancanza di fonti scritte complete sulla storia antica della Virginia. Menziona alcuni tipi di documenti storici disponibili all'epoca, come registri pubblici, atti dell'assemblea legislativa e registrazioni delle corti di giustizia. Jefferson sottolinea l'importanza di preservare i documenti storici per una migliore comprensione del passato.

## Temi

### Naturalismo
Jefferson documentò meticolosamente, secondo le sue capacità, le risorse naturali della Virginia e si oppose con fermezza alla proposta del naturalista francese Georges-Louis Leclerc, conte di Buffon. La sua autorevole "Histoire Naturelle" sosteneva che la natura, la vita vegetale, animale e umana degenerassero nel Nuovo Mondo rispetto al Vecchio Continente.
Jefferson citò inoltre il lavoro del 1648 degli scienziati Georg Marcgraf e Willem Piso, la cui opera di storia naturale sul Brasile olandese, "Historia Naturalis Brasiliae", sosteneva che l'ape da miele non fosse originaria del Nord America.

### Libertà di espressione e governo laico
"Notes on the State of Virginia" racchiude la ferma convinzione di Jefferson nei diritti dei cittadini di esprimersi liberamente senza timore di ritorsioni da parte del governo o della chiesa, e che il ruolo del governo sia esclusivamente laico e non debba avere alcun legame con la religione . Questo atteggiamento lo portò in seguito ad accuse di ateismo mossegli dai suoi oppositori sui giornali federalisti prima delle aspre elezioni del 1800.
Citavano come prova della sua irreligiosità il suo libro "Notes on the Virginia", pubblicato in Europa.
Jefferson affrontò il tema dell'autorità del governo e delle leggi:
Tuttavia, nel Quesito XVIII, affrontò anche la presunta punizione divina per la mancanza di rispetto nei confronti del teismo:
Il biografo Joseph J. Ellis ha osservato che Jefferson pensava che l'opera sarebbe rimasta sconosciuta negli Stati Uniti poiché non l'aveva pubblicata in Nord America e aveva mantenuto anonimo il suo nome in Europa. Scambiò lettere con gli amici ed era preoccupato di cosa avrebbero pensato della sua paternità di un'eresia così religiosa. In risposta, lo sostennero. Jefferson non reagì affatto alle accuse diffamatorie.
Vinse comunque le elezioni presidenziali, ma le accuse di ateismo e di relazione con una schiava quindicenne, Sally Hemings, pubblicate sui giornali dai sostenitori federalisti, misero alla prova la sua fede nella stampa libera e nella libertà di parola.
Il suo predecessore, John Adams, aveva reagito con rabbia agli attacchi della stampa e agli oppositori vocali approvando i terrificanti Alien and Sedition Acts. Jefferson, al contrario, si adoperò instancabilmente per rovesciare quelli che considerava limiti tirannici alla libertà di parola e di stampa, tranne quando chiese a Thomas McKean, il governatore della Pennsylvania, di far incriminare per diffamazione i giornalisti federalisti, sostenendo che fosse necessario per prevenire abusi licenziosi della libertà di parola.
In seguito, Jefferson lamentò l'angoscia causata dai suoi nemici politici, ma non rinnegò mai le loro accuse, comprese quelle contenute in "Notes on the Virginia", e non abbandonò mai la sua battaglia per i "principi repubblicani" per proteggere il cittadino comune dall'oppressione statale o religiosa.

### Schiavismo
"Nella sezione 'Leggi' (Quesito XIV-14), Jefferson deviò le domande sulla schiavitù focalizzando la discussione sugli africani, facendo riferimento a quelle che definiva
tra persone di origine europea e persone di origine africana. Successivamente espresse la sua opposizione alla schiavitù in 'Costumi' (Quesito XVIII-18).
La proposta di Jefferson di ricollocare i neri liberati in una colonia in Africa rispecchiava la mentalità e le ansie di alcuni schiavisti americani dopo la Rivoluzione Americana. Questo contrasta con il crescente sentimento di altri proprietari di schiavi americani di emancipare i propri schiavi a causa dell'ipocrisia di combattere per l'indipendenza mentre tenevano migliaia di neri in schiavitù. Numerosi stati del nord abolirono completamente la schiavitù. Diverse stati del sud, inclusa la Virginia nel 1782, resero più facili le manomissioni (liberazioni degli schiavi).
Tra gli anni Ottanta del Settecento e il primo Ottocento, così tanti schiavisti in Virginia liberarono schiavi, a volte tramite testamento altre durante la loro vita, che il numero di neri liberi in Virginia passò da circa 1.800 nel 1782 a 30.466, ovvero il 7,2% della popolazione nera totale nel 1810. Nell'Alto Sud, oltre il 10% dei neri era libero entro il 1810. Nel Nord, più di tre quarti dei neri.
Tuttavia, milioni di schiavi rimanevano ancora in schiavitù nel Sud e gli uomini liberi al Nord dovevano affrontare un alto livello di razzismo. Il Sud avrebbe mantenuto la schiavitù fino dopo la Guerra Civile Americana e la Proclamazione di Emancipazione.
In "Leggi", Jefferson scrisse:
Alcuni proprietari di schiavi temevano che l'emancipazione potesse scatenare guerre razziali, soprattutto a causa di una naturale rappresaglia da parte dei neri per le ingiustizie subite durante il lungo periodo di schiavitù. È possibile che Jefferson ritenesse giustificati i suoi timori dopo la Rivoluzione Haitiana, caratterizzata da una diffusa violenza nella rivolta di massa degli schiavi contro coloni bianchi e persone libere di colore che combattevano per l'indipendenza. Migliaia di bianchi e persone libere di colore giunsero come rifugiati negli Stati Uniti all'inizio dell'Ottocento, molti dei quali portarono con sé i loro schiavi. Inoltre, rivolte come quella di Gabriel a Richmond, in Virginia, furono spesso guidate da neri alfabetizzati.
Jefferson e alcuni altri proprietari di schiavi abbracciarono l'idea della "colonizzazione", organizzando il trasporto dei neri liberi in Africa, compresi quelli nati negli Stati Uniti. Nel 1816 fu fondata l'American Colonization Society, frutto di una collaborazione tra abolizionisti e schiavisti.
Jefferson affermò inoltre la sua convinzione che i neri fossero inferiori ai bianchi in termini di bellezza, intelligenza, artisticità, immaginazione e odore:
In "Costumi", Jefferson scrisse che la schiavitù era demoralizzante sia per i bianchi che per i neri, e che l'uomo è un "animale imitativo".
Jefferson incluse un avvertimento sul potenziale di ribellioni degli schiavi se la schiavitù non fosse stata abolita, scrivendo:
Concluse il capitolo affermando che sperava che le condizioni sociali in America stessero virando a favore della "totale emancipazione", sebbene auspicasse che ciò avvenisse "con il consenso dei padroni, piuttosto che con la loro estirpazione."

### Marina
Jefferson inserì una discussione sulla potenziale capacità navale dell'America, data la vastità delle sue risorse naturali. Questa sezione del libro verrà poi utilizzata dal federalista William Loughton Smith per mettere in difficoltà i repubblicani contrari alla marina militare durante il dibattito del 1796 sulla continuazione della costruzione delle sei fregate originarie della Marina degli Stati Uniti. Smith sostenne che altri ritenevano indispensabile una marina per proteggere il commercio e lesse un lungo estratto dalle "Notes on the State of Virginia" di Jefferson per dimostrare che il paese sarebbe stato in grado di sostenere una marina molto più grande di quella che i federalisti volevano costruire. Ciò provocò accuse da parte dei repubblicani, sostenendo che Smith avesse estrapolato le parole di Jefferson dal contesto o che Jefferson si sbagliasse nella sua comprensione del potenziale navale americano.

### Clima
Nel capitolo 7, dedicato al clima della Virginia, Jefferson osservò un recente cambiamento climatico:

## Pubblicazione
"Notes on the State of Virginia" venne pubblicato anonimamente a Parigi in un'edizione privata limitata a 200 copie nel 1785. Nel 1787 apparve una traduzione francese a cura dell'Abbé Morellet (sebbene con data di stampa indicante il 1786). La prima edizione pubblica, curata da John Stockdale a Londra, iniziò ad essere venduta nel 1787. Fu l'unico libro di rilevanza pubblicato da Jefferson durante la sua vita, sebbene nel 1801 diede alle stampe un "Manuale di Prassi Parlamentari per l'Uso del Senato degli Stati Uniti", generalmente noto come "Manuale di Jefferson".
"Notes on the State of Virginia" include alcune delle affermazioni più memorabili di Jefferson a sostegno di principi politici, legali e costituzionali come la separazione tra chiesa e stato, il governo costituzionale, la divisione dei poteri e la libertà individuale.

## Conseguenze
Jefferson ispirò molte persone con le sue riflessioni sulla natura della società, sui diritti umani e sul governo. Tuttavia, i suoi pensieri su neri e schiavitù furono considerati dagli abolizionisti come ostacoli al raggiungimento della parità di diritti per i neri liberi negli Stati Uniti. Le idee di Jefferson vennero contestate a lungo anche dopo la sua morte. Ad esempio, l'abolizionista e uomo nero libero David Walker si oppose al movimento per la colonizzazione. Nell'Articolo IV del suo "Appeal" (1830), Walker affermò che i neri liberi consideravano la colonizzazione come il desiderio dei bianchi di allontanarli:
I passaggi di Jefferson su schiavitù e neri in "Notes on the State of Virginia" vennero citati e contestati da Walker nell' "Appeal". Walker considerava Jefferson "uno dei più grandi personaggi mai vissuti tra i bianchi", ma si opponeva alle sue idee:
E continuava affermando: